# مقاطعة أروستوك (مين)
مقاطعة أروستوك (بالإنجليزية: Aroostook County, Maine)‏ هي إحدى مقاطعات ولاية مين في الولايات المتحدة. ، بلغ عدد سكانها 71870 نسمة في عام 2010 حسب إحصاء مكتب تعداد الولايات المتحدة وتصل الكثافة السكانية فيها 4.15 نسمة/كم2.

## وصلات خارجية
- www.aroostook.me.us
- United States Counties